# آنیوورانو است
آنیوورانو است (به لاتین: Anivorano Est) یک منطقهٔ مسکونی در ماداگاسکار است که در آتسینانانا واقع شده‌است. آنیوورانو است ۶٬۶۶۴ نفر جمعیت دارد و ۲۵ متر بالاتر از سطح دریا واقع شده‌است.